# Pfungen
Pfungen är en ort och kommun i distriktet Winterthur i kantonen Zürich, Schweiz. Kommunen har 4 131 invånare (2023).